# Oedosmylus tasmaniensis
Oedosmylus tasmaniensis is een insect uit de familie watergaasvliegen (Osmylidae), die tot de orde netvleugeligen (Neuroptera) behoort. 
Oedosmylus tasmaniensis is voor het eerst wetenschappelijk beschreven door Krüger in 1913. De soort komt voor in het zuidoosten van Australië.